# 淡路町駅
淡路町駅（あわじちょうえき）は、東京都千代田区神田淡路町一丁目にある、東京地下鉄（東京メトロ）丸ノ内線の駅。駅番号はM 19。

## 歴史
- 1956年（昭和31年）3月20日：御茶ノ水駅 - 当駅間の開通と同時に開業。
- 1975年（昭和50年）5月：都営地下鉄新宿線の建設計画に伴い、大規模改良工事を実施[2]。
- 1980年（昭和55年）3月：大規模改良工事が完成し、都営地下鉄新宿線小川町駅との連絡駅となる[2]。ホームを池袋方に延伸、コンコースの拡幅、駅施設の改良などを実施[2]。工事は大部分を東京都交通局に委託し、費用は11億3,400万円を要した[2]。
- 2004年（平成16年）4月1日：帝都高速度交通営団（営団地下鉄）民営化に伴い、当駅は東京地下鉄（東京メトロ）に継承される[3]。
- 2007年（平成19年）3月18日：ICカード「PASMO」の利用が可能となる[4]。

## 接続路線
以下の路線とは連絡運輸を行っている。
- 東京都交通局（都営地下鉄）新宿線 小川町駅 - 丸ノ内線池袋方面改札口からはすぐ。
- 東京地下鉄（東京メトロ）千代田線 新御茶ノ水駅 - 徒歩7分ほど。小川町駅を経由して乗り換えるため、かなり時間がかかる。

## 駅構造
相対式ホーム2面2線を有する地下駅。建設当初から6両編成に対応した延長120 mであったが、後年の都営地下鉄新宿線建設時に乗車位置分散のため、池袋方へ32 m延伸したほか、荻窪方面行き側のコンコース・駅施設が大幅に拡張された。このため、他の駅に比べホーム有効長が長く、池袋方面行きホームの大手町寄り不要部分には立ち入れないよう柵が設置されている。荻窪方面行きのホームはホーム端にトイレがあるため、特に柵などは設置されていない。大手町駅方にある両ホームを結ぶ連絡通路を利用して、将来は大手町駅方も出入口を新設できる構造となっている。
出入口は、開業当初より靖国通り側に4か所設けられていた（現在のA1 - A5出入口に該当する）。こちらも都営地下鉄新宿線建設時に改良工事が行われ、現在のA4出入口に変更はないが、神田須田町一丁目方面への出入口はA1・A2の2か所に分割されたほか、A3出入口は位置を東方向に移設、A5出入口は向きを西方向から東方向へ変更した。5か所のうち、2か所は営団地下鉄（現・東京地下鉄）、3か所は東京都交通局の財産区分に分けられた。同時期にビル事業者からの申し出により、当駅の池袋方面行きホームの大手町寄りには地上への非常出入口と駅冷房用冷却塔が設けられた（建て替えにより、現在は千代田小川町クロスタビル内に収容されている）。

### のりば
| 番線 | 路線     | 行先             |
| ---- | -------- | ---------------- |
| 1    | 丸ノ内線 | 荻窪・方南町方面 |
| 2    | 丸ノ内線 | 池袋方面         |

（出典：東京メトロ:構内図）

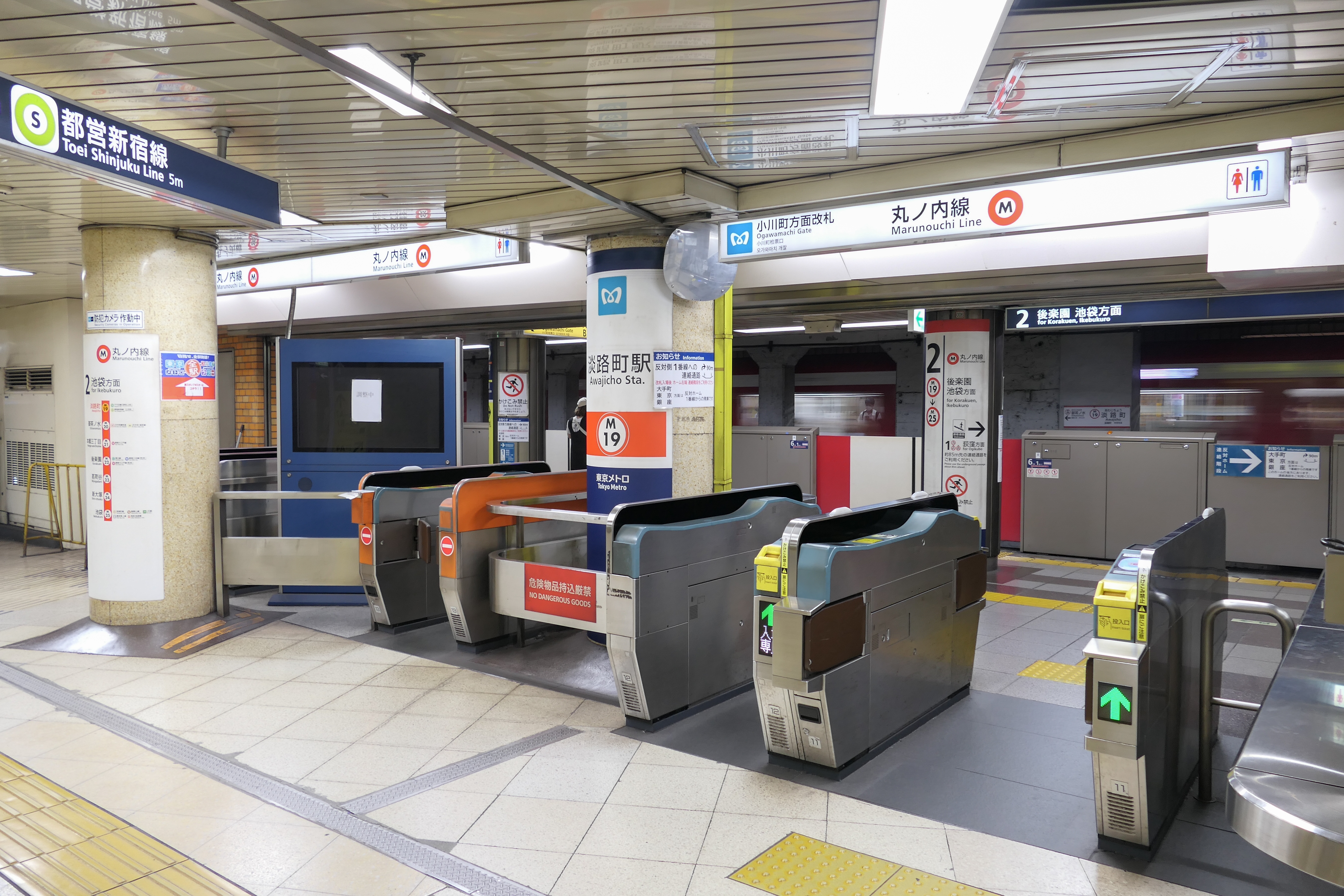
小川町方面改札（2023年8月）
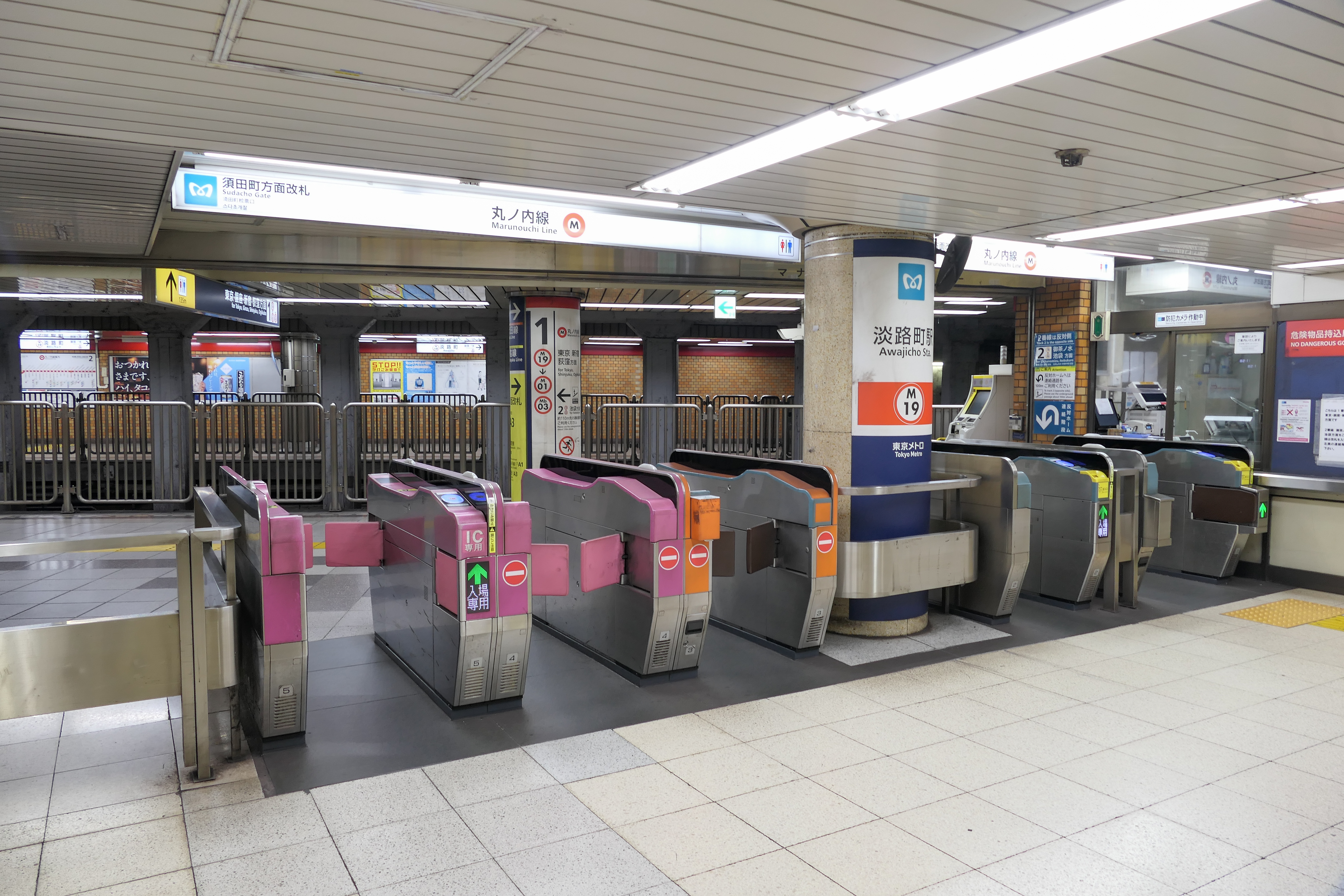
須田町方面改札（2023年8月）
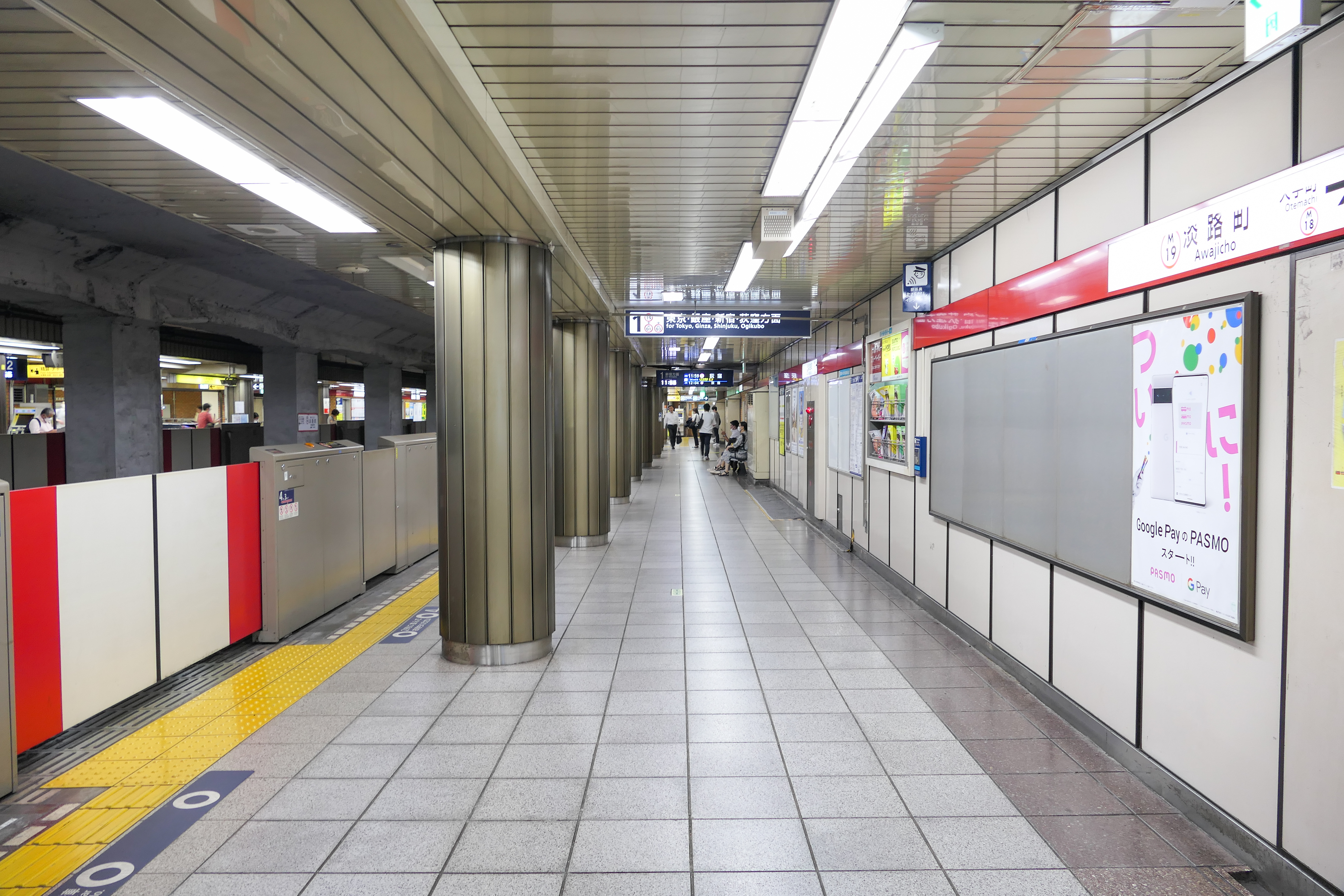
1番線ホーム（2023年8月）
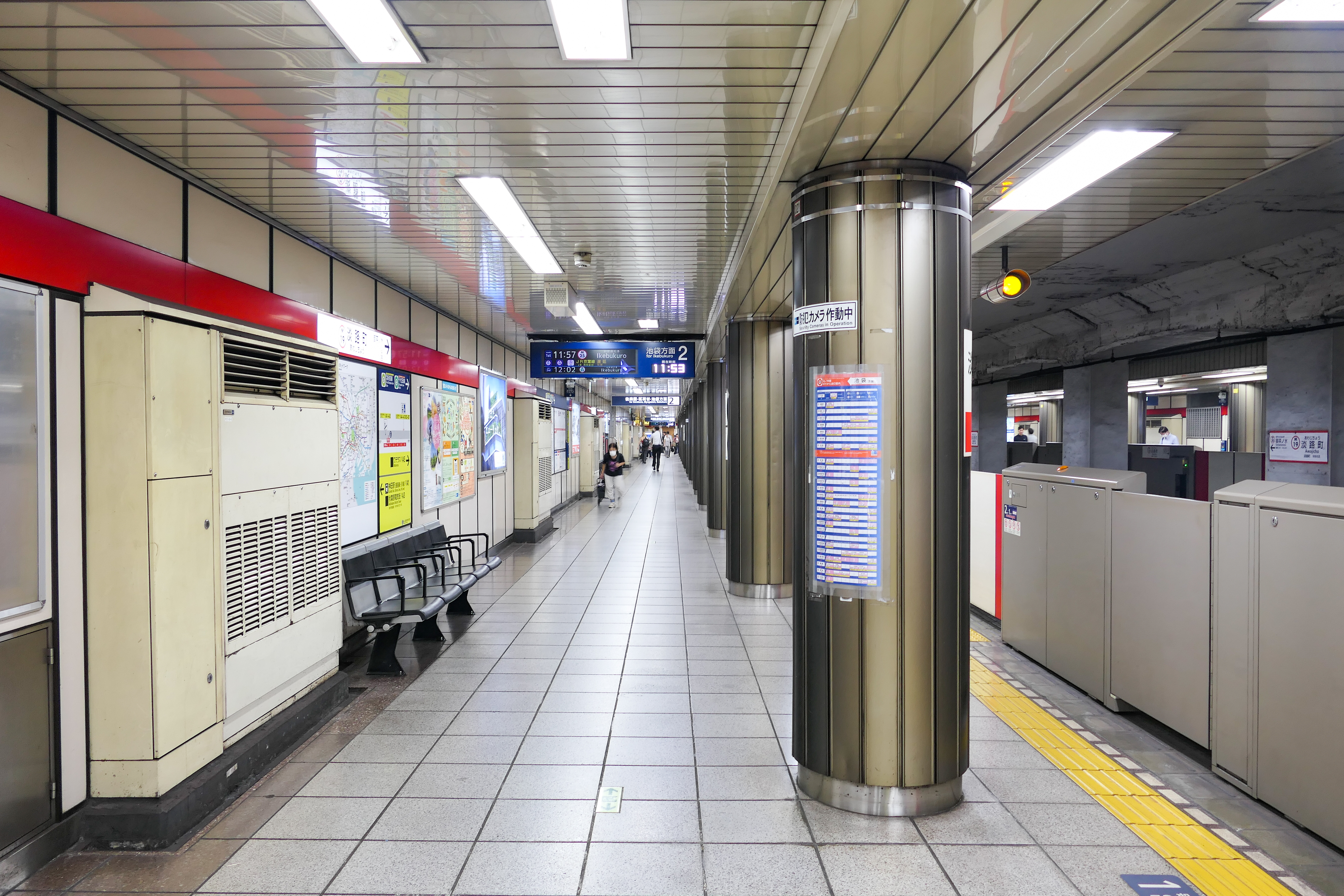
2番線ホーム（2023年8月）

### 発車メロディ
ワンマン運転開始に伴い、スイッチ制作の発車メロディ（発車サイン音）が導入されている。
曲は1番線が「Safety」（谷本貴義作曲）、2番線が「駅スイート」（福嶋尚哉作曲）である。

### 駅設備
- 三井住友銀行ATM - 新宿方面改札外。
- セブン銀行ATM- 新宿方面改札外。
- トイレ - 新宿方面1番線ホーム荻窪側、同改札外（多機能トイレ）、池袋方面2番線改札外（多機能トイレ）に設置。

### 出口番号
- A1 - A7
  - 当駅と小川町駅は共通で出口番号を設定している。
- A5出口付近に、バリアフリー対策としてエレベーターが設置され、2011年10月22日から使用が開始された。

## 利用状況
2024年度の1日平均乗降人員は57,894人であり、東京メトロ全130駅中66位。この値は新御茶ノ水駅の千代田線との乗換人員を含まない。
- 千代田線との乗換人員を含んだ、2018年度の1日平均乗降人員は67,113人である[10]。丸ノ内線全28駅中第15位。

近年の1日平均乗降・乗車人員推移は下表の通り。
| 年度               | 1日平均 乗降人員 | 1日平均 乗車人員 | 出典     |
| ------------------ | ---------------- | ---------------- | -------- |
| 1990年（平成02年） |                  | 32,323           | [ * 1 ]  |
| 1991年（平成03年） |                  | 33,505           | [ * 2 ]  |
| 1992年（平成04年） |                  | 33,159           | [ * 3 ]  |
| 1993年（平成05年） |                  | 32,671           | [ * 4 ]  |
| 1994年（平成06年） |                  | 32,184           | [ * 5 ]  |
| 1995年（平成07年） |                  | 31,284           | [ * 6 ]  |
| 1996年（平成08年） |                  | 30,953           | [ * 7 ]  |
| 1997年（平成09年） |                  | 30,148           | [ * 8 ]  |
| 1998年（平成10年） |                  | 29,893           | [ * 9 ]  |
| 1999年（平成11年） |                  | 28,836           | [ * 10 ] |
| 2000年（平成12年） |                  | 29,093           | [ * 11 ] |
| 2001年（平成13年） |                  | 28,523           | [ * 12 ] |
| 2002年（平成14年） |                  | 28,170           | [ * 13 ] |
| 2003年（平成15年） |                  | 27,145           | [ * 14 ] |
| 2004年（平成16年） |                  | 26,679           | [ * 15 ] |
| 2005年（平成17年） |                  | 26,660           | [ * 16 ] |
| 2006年（平成18年） | 52,965           | 26,995           | [ * 17 ] |
| 2007年（平成19年） | 54,267           | 27,421           | [ * 18 ] |
| 2008年（平成20年） | 54,006           | 27,356           | [ * 19 ] |
| 2009年（平成21年） | 50,978           | 26,945           | [ * 20 ] |
| 2010年（平成22年） | 52,561           | 26,655           | [ * 21 ] |
| 2011年（平成23年） | 51,979           | 26,386           | [ * 22 ] |
| 2012年（平成24年） | 51,913           | 26,202           | [ * 23 ] |
| 2013年（平成25年） | 54,016           | 27,405           | [ * 24 ] |
| 2014年（平成26年） | 55,155           | 27,953           | [ * 25 ] |
| 2015年（平成27年） | 56,500           | 28,658           | [ * 26 ] |
| 2016年（平成28年） | 57,779           | 29,307           | [ * 27 ] |
| 2017年（平成29年） | 59,445           | 30,203           | [ * 28 ] |
| 2018年（平成30年） | 60,485           | 30,718           | [ * 29 ] |
| 2019年（令和元年） | 61,863           | 31,456           | [ * 30 ] |
| 2020年（令和02年） | 42,373           |                  |          |
| 2021年（令和03年） | 43,816           |                  |          |
| 2022年（令和04年） | 50,269           |                  |          |
| 2023年（令和05年） | 54,977           |                  |          |
| 2024年（令和06年） | 57,894           |                  |          |

## 駅周辺
- 神田駅 - 東日本旅客鉄道（JR東日本）山手線・京浜東北線・中央線（快速）・東京メトロ銀座線　（徒歩7分）
- 秋葉原駅 - 東日本旅客鉄道（JR東日本）山手線・京浜東北線・つくばエクスプレス・東京メトロ日比谷線（徒歩10分）
- 御茶ノ水駅 - 東日本旅客鉄道（JR東日本）中央線（快速）・総武線・東京メトロ丸ノ内線（徒歩11分）
- 神田警察署
- 千代田区立千代田小学校
- 千代田区役所 神田公園出張所
  - 千代田区神田公園区民館
- KANDA SQUARE
- 神田さくら館
- 神田郵便局
- 神田淡路町郵便局
- 神田錦町郵便局
- 靖国通り
- 外堀通り
- 中央通り（国道17号）
- 神田川
  - 万世橋
- 秋葉原電気街（徒歩10分弱）
- ワテラス
  - オリンピック 淡路町店
- 白泉社
- 京王プレッソイン神田
- カレー専門店トプカ

### バス路線
- 日立自動車交通
  - 「小川町交差点」停留所（A5出入口西側）
    - 風ぐるま 内神田ルート：かんだ連雀・万世橋出張所・岩本町一丁目・区営内神田住宅方面

## 隣の駅
東京地下鉄（東京メトロ）
 丸ノ内線
大手町駅 (M 18) - 淡路町駅 (M 19) - 御茶ノ水駅 (M 20)